# Оптические приборы
Оптические приборы — устройства, в которых оптическое излучение преобразуется (пропускается, отражается, преломляется, поляризуется).
Они могут увеличивать, уменьшать, улучшать (в редких случаях ухудшать) качество изображения, дают возможность увидеть искомый предмет косвенно.
Термин «Оптические приборы» является частным случаем более общего понятия оптических систем, которое также включает в себя биологические органы, способные преобразовывать световые волны.

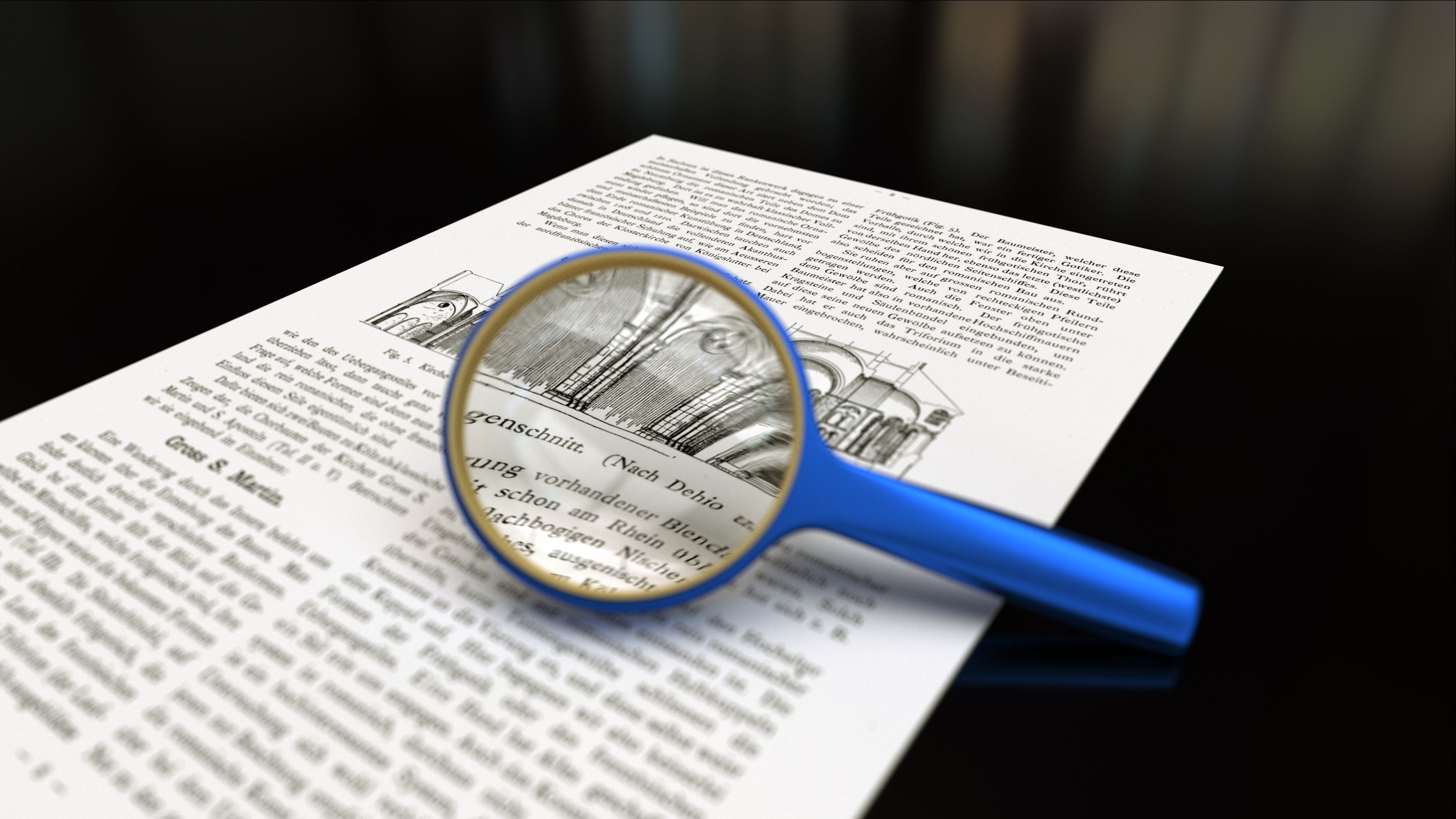
Ручная лупа - пример простейшего оптического прибора.

Оптические приборы можно разделить на две группы. Первые создают изображения, подобные предметам. Они, как правило, имеют ось круговой симметрии. Вторые искажают изображения предметов и не имеют оси круговой симметрии. Искажение формы изображения в оптических системах связано как с обработкой изображений, так и с иными целями (например, освещения). В рамках стандартизации в России оптические системы приборов делят на изображающие и неизображающие. Изображающие системы формируют изображение с требуемым качеством. Неизображающие системы формируют требуемое распределение светового потока источника излучения с максимальной эффективностью, при отсутствии требований к качеству изображения. При этом к светотехнике относят источники излучения, осветительные, облучательные и светосигнальные приборы, использование светоизлучающих диодов для освещения, индикации и представления информации.

## Изображающие

### Визуальные
Лупа — это двояковыпуклая линза, которая увеличивает угол зрения предметов. Фокусные расстояния луп обычно составляют 1—10 см. Для лупы с фокусным расстоянием 25 см увеличение составляет 2×, то есть, лупа увеличивает изображение предмета в 2 раза. Для лупы с фокусным расстоянием 10 см увеличение составляет 3,5×.

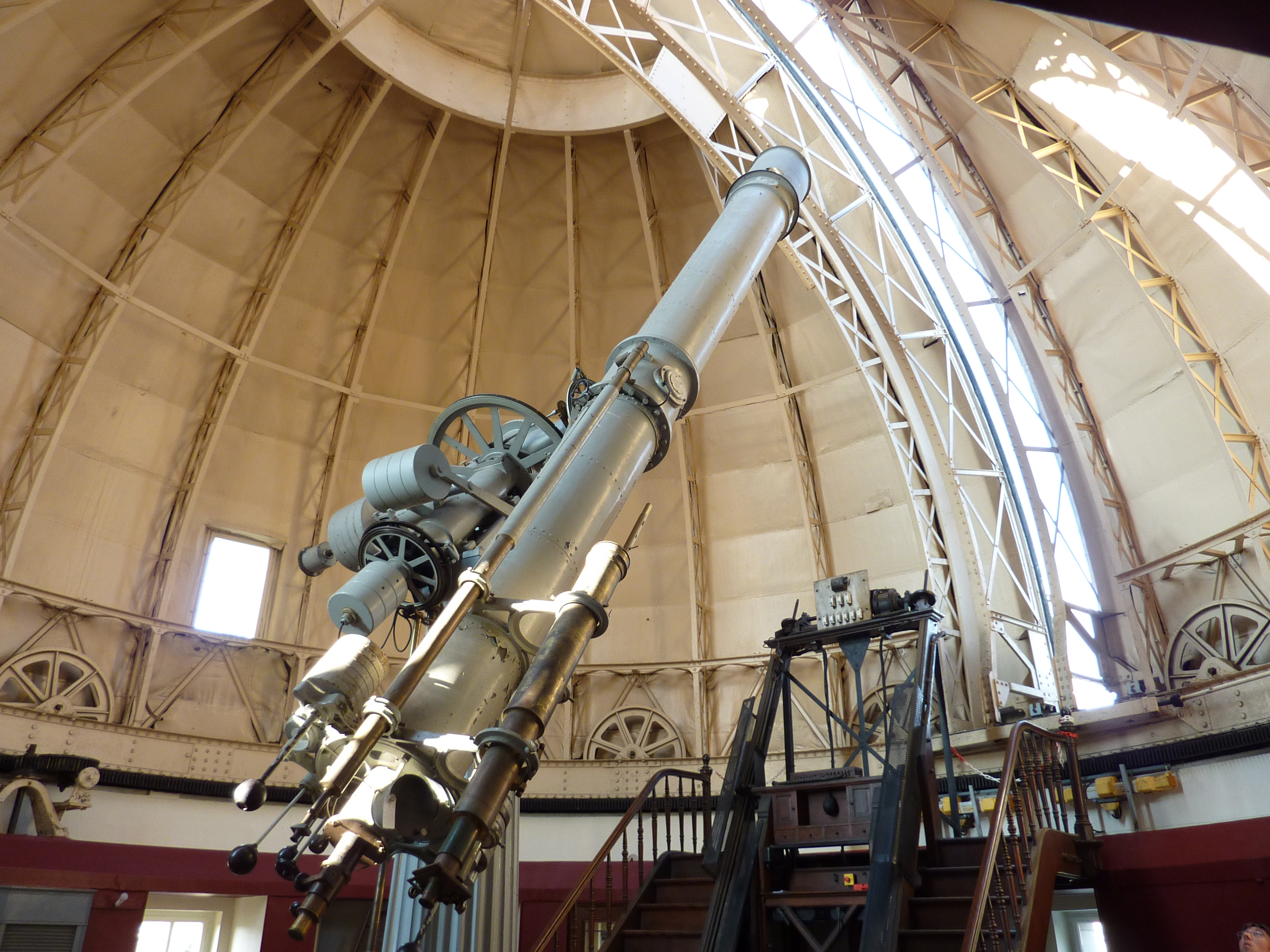
Телескоп в здании обсерватории

Микроскоп — это оптический прибор, показывающий в увеличенном виде очень мелкие, не видимые глазу, близко расположенные объекты. Микроскоп используется для наблюдения за такими мельчайшими объектами, как бактерии и клетки.
С помощью первой линзы, находящейся в объективе, создается обратное действительное изображение А’B' предмета АВ. Вторая линза во втором окуляре микроскопа увеличивает угол зрения подобно лупе. В объективе микроскопа изображение А’B', созданное первой линзой, на расстоянии наилучшего зрение D0, можно увидеть в ещё более увеличенном виде А"В".
Телескоп (от др.-греч. τῆλε — далеко + σκοπέω — смотрю) — прибор, предназначенный для наблюдения небесных тел.
В частности, под телескопом понимается оптическая телескопическая система, применяемая не обязательно для астрономических целей.
Перископ (от др.-греч. περι- — «вокруг» и σκοπέω — «смотрю») — прибор, позволяющий выносить точку обозрения наблюдателя за пределы его тела, например, для наблюдения за объектами из укрытия.
Проектор, Кинопроектор, Диапроектор, Эпидиаскоп — оптические приборы, предназначенные для оптического воспроизведения небольшого по размеру изображения на большом экране.
Псевдоскоп (Pseudoscope, греч., от рseudos — ложный, и skopein — смотреть) — прибор, создающий обратную перспективу.

### Невизуальные

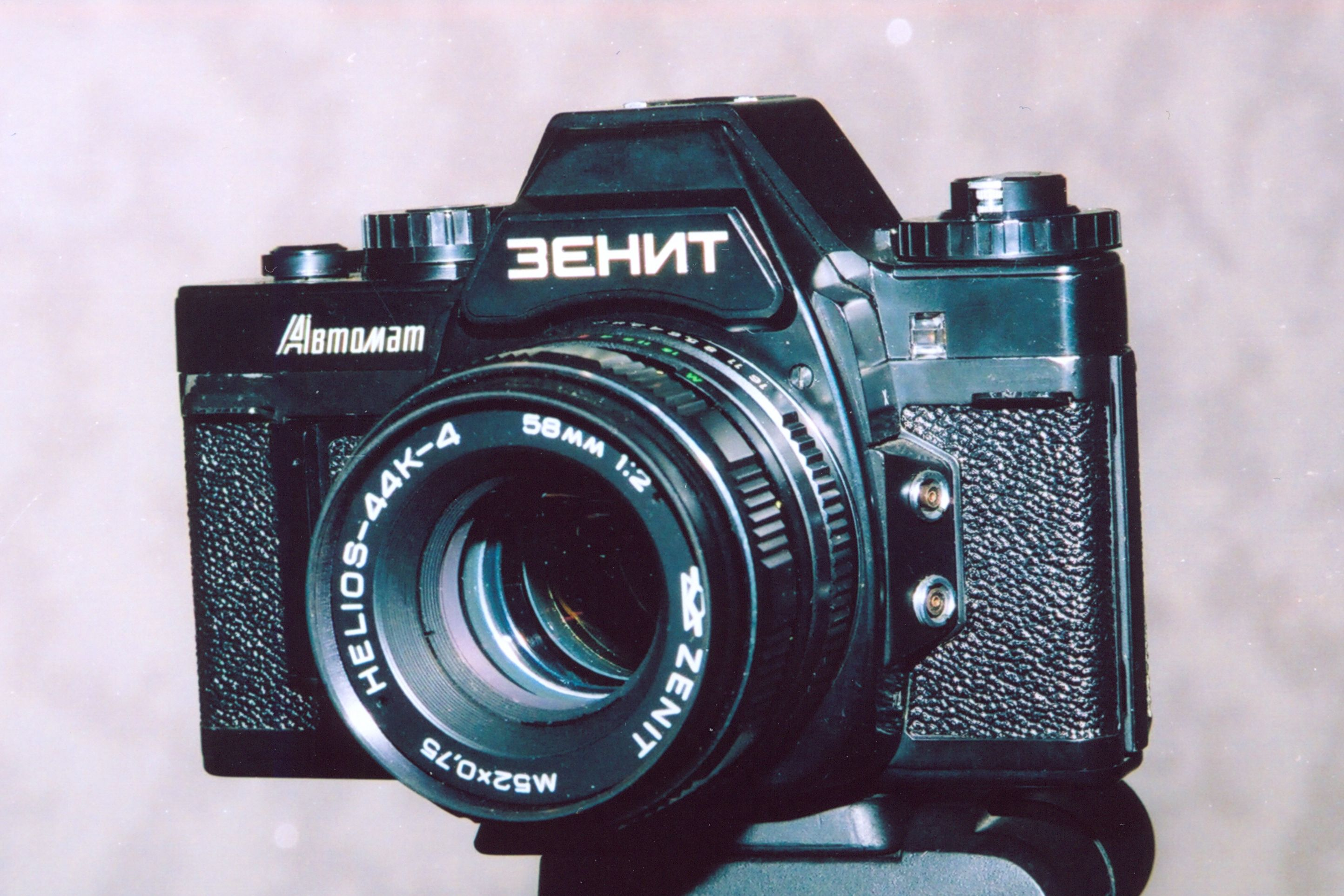
Фотоаппарат «Зенит-Автомат»

Съёмочная камера (Фотоаппарат, Кинокамера, Телекамера и т. д.) — оптический прибор, позволяющий записывать неподвижное и движущееся изображение на фотоматериалах, магнитной ленте или в цифровой памяти.
Все они состоят из объектива и светонепроницаемой камеры. Объектив строит в кадровом окне камеры действительное изображение A’B' предмета АВ. При получении изображения расстояние между предметом и линзой больше двойного фокуса линзы.
Увеличение линзы камеры определяется по формуле K = f/d.
Сохранение изображения имеет очень важное значение. Для этого в кадровом окне камеры располагают светочувствительный фотоматериал или полупроводниковую матрицу.

## Не изображающие

### Концентраторы
Гелиоконцентратор — устройство для концентрации излучения Солнца, повышает 100 … 10000 раз плотность энергии.  Выполянется в виде комплекса плоских зеркал, вогнутого зеркала, фокусирующих линз. Гелиоконциентраторы используются в виде солнечных печей. Существуют кулинарные солнечные печи, солнечные сталеплавильные печи.

### Осветители
Осветитель — прибор, предназначенный для создания нужного освещения на определенной поверхности. В русском языке семантически оборудование дающее свет разделяется на светильники различных типов (люстра, ночник, торшер и т.д.) и технические осветительные приборы (прожекторы, вспышки, софиты и т.д.). Любое оборудование, дающее свет может обозначаться словом освещение.

#### Дальнего действия
Приборы для освещения больших площадей относятся к области светотехники, для освещения предмета направленными пучками лучей — к области оптической техники.
Прожектор — прибор, перераспределяющий свет лампы (ламп) внутри малых телесных углов и обеспечивающий угловую концентрацию светового потока.

#### Ближнего действия

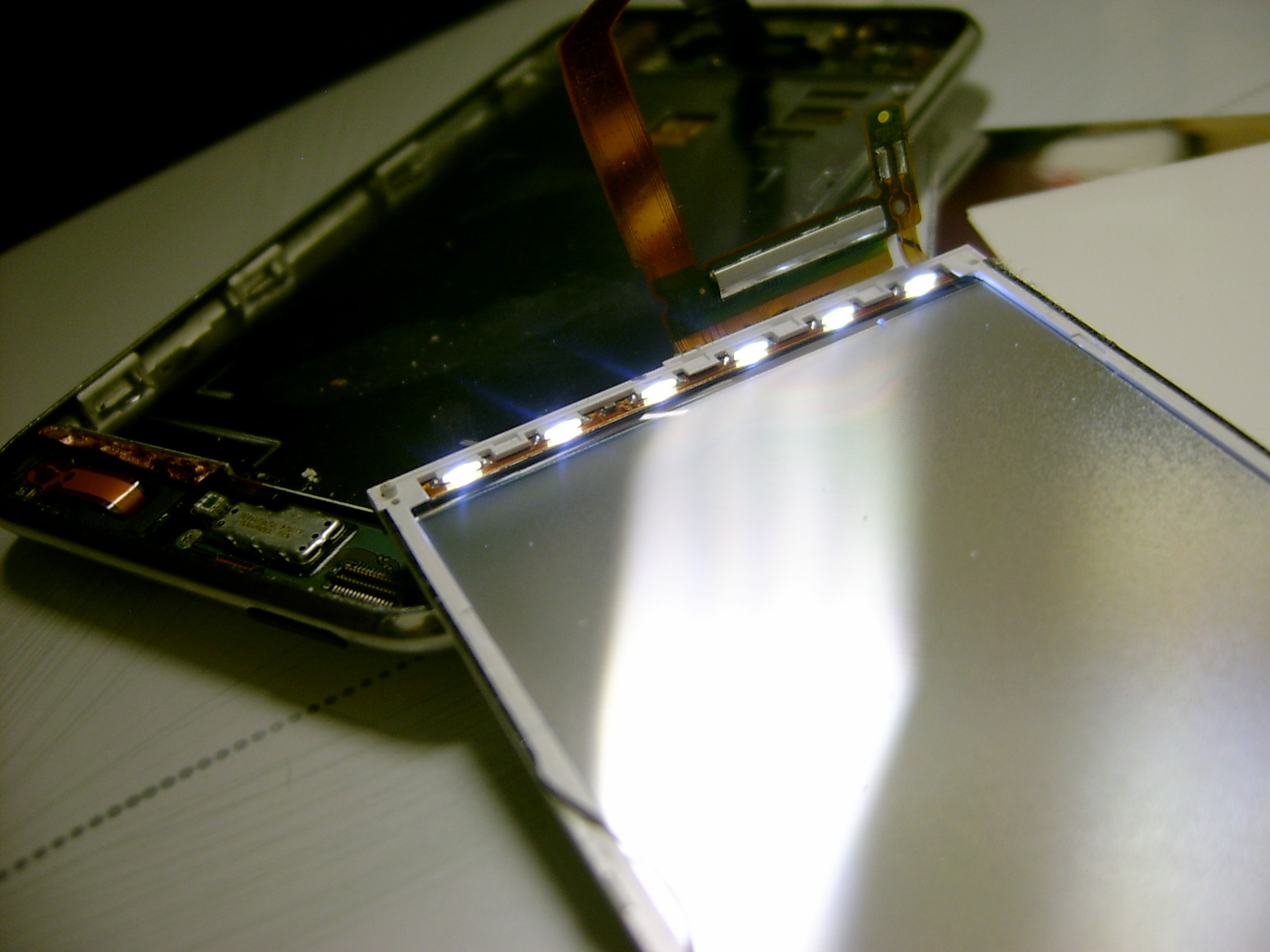
Подсветка линейкой светодиодов ЖК-экрана

- Негатоскоп — прибор, предназначенный для просмотра на просвет сухих и мокрых чёрно-белых радиографических снимков (рентгенограмм, томограмм и т. д.) в медицине и технике.
- Подсветка ЖК-дисплеев — оптическая система, осуществляющих освещение матрицы в ЖК-дисплеях.

#### Действующие вместе с изображающими приборами
Конденсор  — линзовая, зеркальная или зеркально-линзовая оптическая система, собирающая лучи от источника света и направляющая их на рассматриваемый или проецируемый предмет.